# 프랭크 캠포

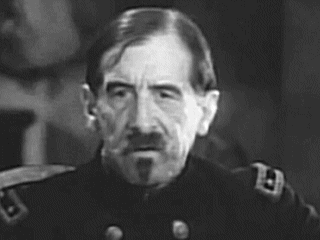

프랭크 캠포(Frank Campeau, 1864년 12월 14일 ~ 1943년 11월 5일)는 미국의 연극 배우, 영화배우이다.
디트로이트에서 태어났으며 우들랜드힐스에서 사망하였다.

## 영화
- 마리 앙투아네트 (1938년)
- 더 파이어플라이 (1937년)
- 세이 잇 위드 송 (1929년)
- 세 악당 (1926년)
- 노스 오브 허드슨 베이 (1923년)
- 키드 (1921년)
- 라이프 오브 더 파티 (1920년)
- 인톨러런스 (1916년)